# Byrrhus pilula
Espèce
Byrrhus pilula est une espèce d'insectes coléoptères de la famille des Byrrhidae.

## Description
Petit coléoptère atteignant 8 à 10 mm de long, très bombé, brun plus ou moins foncé, parfois avec reflets rougeâtres.

## Écologie
Vit en terrain découvert, dans les prairies et peut être trouvé toute l'année. S'il est agressé, il rentre ses antennes et ses pattes et se met en boule (ressemble à une pilule d'où son nom spécifique). Ce sont les imagos qui hivernent. Les larves au corps mou vivent sous les mousses ou à faible profondeur dans la terre des prés et pelouses, particulièrement des terrains sablonneux.